# Johann August Precht
Johann August Precht – burmistrz Raciborza w latach 1812–1819.
Johann August Precht urodził się w Raciborzu. W 1812 roku został burmistrzem Raciborza. Wcześniej był skarbnikiem miasta. Stanowisko burmistrza piastował do 1819 roku.